# Cheetah Mobile
Cheetah Mobile Inc. (猎豹移动公司) è una compagnia cinese attiva nello sviluppo di applicazioni mobili con sede a Pechino, Cina. Ha sviluppato alcune delle app più popolari a livello mondiale ed ha più di 634 milioni di utenti attivi al mese.
Dal 2020, ogni sua app è stata rimossa dal Play Store di Google in seguito a una politica alquanto discutibile legata a pubblicità fraudolente e aggressive. Di conseguenza, anche alcune sue app che per funzionare avevano bisogno della connessione ad internet risultano oramai inutilizzabili.

## Storia

### Fondazione
La compagnia venne fondata nel 2010 come una fusione tra la Kingsoft e la Conew Image, creando così il secondo più importante sviluppatore di software per la sicurezza online in Cina, secondo iResearch.

### Offerta pubblica iniziale
Nel 2014, Cheetah Mobile lanciò una IPO per vendere 12 milioni di American Depositary Shares al prezzo di 14 $ per azione, ricavando così 168 milioni di dollari. La IPO venne gestita dalla Morgan Stanley, JP Morgan Chase & Co., e dal Credit Suisse. Kingsoft e Tencent sono i maggiori investitori della Cheetah Mobile, possedendo rispettivamente il 54% e il 18% delle azioni.

### Dopo l'IPO
Alla fine del 2015, Cheetah Mobile annunciò di esser entrata in una partnership globale con Yahoo!. La compagnia cinese integrò le piattaforme pubblicitarie e i sistemi di ricerca Yahoo! all'interno delle proprie app. Come risultato della strategia finanziaria, Cheetah Mobile riuscì ad aumentare i ricavi del 30% nelle prime due settimane.
Nel febbraio 2016, Cheetah Mobile e Cubot presentarono al Mobile World Congress di Barcellona il CheetahPhone, uno smartphone con Android 6.0, al MWC di Barcellona.

### Acquisizioni
Il 2 agosto 2016, la Cheetah Mobile ha annunciato l'acquisizione della startup francese News Republic, gestore di un aggregatore di notizie, per 57 milioni di dollari.

## Prodotti
Di seguito, un elenco dei programmi più famosi sviluppati dalla Cheetah Mobile.

### Applicazioni per PC
- Clean Master (PC) – Per personal computer, è una utility che permette di migliorare le prestazioni eliminando file spazzatura e ottimizzando la memoria del dispositivo. È disponibile gratuitamente anche per smartphone.

### Videogiochi
- Piano Tiles – gioco in cui i giocatori devono evitare di toccare le mattonelle bianche;
- Piano Tiles 2 – seguito di Piano Tiles che introduce un nuovo gameplay e nuove canzoni;
- Rolling Sky – gioco di velocità dove i giocatori devono far rotolare una palla attraverso differenti livelli;
- Tap Tap Dash – gioco di velocità dove i giocatori devono toccare lo schermo per non far cadere il loro personaggio da una piattaforma attraverso vari livelli;
- Dancing Line – gioco musicale;
- Arrow.io – gioco di tiro con l'arco costituito da quattro arene;
- SkidStorm – gioco di gare online ed offline;
- Tap Tap Fish.
- Badland 2 – gioco dove controlli dei cloni attraverso livelli pieni di pericoli;

### Applicazioni mobile
- Battery Doctor – Un'applicazione che promette di aumentare la durata della batteria in stand-by;
- Clean Master – La versione mobile del programma per PC con protezione da virus, trojan e malware;
- CM Browser – Un browser web con funzioni antivirus;
- CM Flashlight – Un'applicazione torcia con inclusa una bussola;
- CM Keyboard - Una tastiera personalizzabile;
- CM Launcher 3D – Un launcher compatibile soltanto con dispositivi Android.
- CM Locker - Un'app per la schermata di blocco;
- Security Master – Un antivirus per telefoni Android;
- CM Security VPN - Un'applicazione VPN gratuita.
- CM Speed Booster - Un ottimizzatore per Android.
- File Manager – Molto popolare tra gli utenti Android, venne acquistata agli inizi del 2014 dalla Rhythm Software, con sede nel distretto di Haidian, Pechino.
- Photo Grid – Un'app per creare collage di fotografie:
- QuickPic Gallery;
- WhatsCall - Un'applicazione per effettuare chiamate gratuite e sicure in tutto il mondo;

## Controversie
Nonostante la popolarità della sua applicazione Clean Master, è stato riportato nel 2014 che gli annunci dell'app manipolavano gli utenti con tattiche ingannevoli mentre navigavano su siti che impiegavano il sistema pubblicitario dell'app. Nell'aprile del 2014, Ferenc László Nagy dei laboratori Sophos ha analizzato alcuni annunci pop-up che portavano a Clean Master, avvisando che il dispositivo era stato infetto da un virus.
A luglio 2014, Cheetah Mobile ha incoraggiato gli utenti a disinstallare Google Chrome e sostituirlo con il browser della compagnia cinese durante i processi di pulizia e ottimizzazione di Clean Master. Questa pratica scorretta permise a Cheetah Mobile di guadagnare una posizione non meritata nel marketplace e portò ad un conflitto con Google.
Fra il 2018 e il 2019, Cheetah Mobile venne accusata di aver guadagnato tramite pubblicità ingannevoli delle ingenti quantità di denaro illegalmente. In pratica, l'azienda cinese "simulò" il download di app sponsorizzate ai danni dell'utente finale per guadagnare denaro. Cheetah Mobile negò sempre con fermezza tale accusa, ma si vide bloccare per un paio di giorni le sue app più popolari, le quali tornarono attive dopo un paio di giorni. L'accusa non fu mai provata e Cheetah Mobile provò che l'APK originale non aveva nessun problema.